# Bombový útok v Petrohradu 2017
Bombový útok v Petrohradu se odehrál 3. dubna 2017 mezi stanicemi Technologičeskij institut a Sennaja ploščaď na modré lince petrohradského metra. Bezpečnostní kamery pravděpodobně zachytily strůjce útoku, který nálož umístil do aktovky v třetím voze jedoucího metra. Amatérsky vyrobená nálož obsahovala kovové úlomky, šrouby a střepy. Po explozi strojvedoucí pokračoval se soupravou v jízdě až do nejbližší stanice. Při explozi podle prvních zpráv zahynulo nejméně 10 osob a nejméně dalších 50 bylo zraněno. Další tři lidé zemřeli v nemocnici, celková bilance se nakonec zvýšila na 14 mrtvých. V reakci na útok byly uzavřeny všechny stanice metra v Petrohradu. Další nálož byla objevena a zneškodněna ve stanici Ploščaď Vosstanija (Náměstí povstání). Mimořádná bezpečnostní opatření byla přijata i na petrohradském letišti Pulkovo. Kvůli kolapsu podzemní dopravy byly ostatní druhy dopravy poskytovány zdarma. Jednalo se o první útok v systému metra v historii Petrohradu.
Jako podezřelý byl později uveden Akbaržan Džalilov, imigrant z Kyrgyzstánu, který získal ruské občanství.

## Útok
3. dubna 2017 v petrohradském metru mezi stanicí Technologičeskij institut a Sennaja ploščaď explodovalo výbušné zařízení obsahující asi jeden kilogram výbušniny. Podle vyjádření ruského ministra pro nouzové situace bomba vybuchla v třetím voze metra. Očití svědci prohlásili, že výbuch se odehrál nedaleko dveří a okamžitě po explozi nástupiště zaplnil kouř. Video ze sociálních sítí ukázalo, že kovové dveře byly silou výbuchu zkrouceny. Po výbuchu byly uzavřeny všechny stanice petrohradského metra. Pozdě večer byl provoz metra opět obnoven na linkách číslo 3, 4 a 5.
Druhá bomba byla nalezena na stanici Ploščaď Vosstanija, ale byla následně zneškodněna. Výbušné zařízení údajně obsahovalo kuličkové ložisko, šroubky a šrapnel, bylo skryto v hasicím přístroji a jeho nálož odpovídala ekvivalentu jednoho kilogramu TNT.

### Následky
Bezpečnost petrohradského metra byla v reakci na útok zvýšena, například byly znovu zapojeny detektory kovů. Moskevské metro, které bylo terčem útoků sedm let předtím, také zvýšilo bezpečnost a nabídlo petrohradeckému metru pomoc, pokud jí bude třeba. Lokální média uvedla, že úřady nalezly podezřelé balíčky ve třech moskevských stanicí metra (Nagatinskaja, Savjolovskaja a Ugrešskaja), oblast byla následně uzavřena. Bezpečnost mezinárodního letiště Pulkovo byla také v reakci na výbuchy navýšena.
Možný podezřelý byl podle neověřených zpráv zachycen bezpečnostními kamerami metra. Ruská vyšetřovací komise uvedla, že rozhodnutí řidiče nezastavit metro po explozi pomohlo vyhnout se mnohem vyššímu počtu obětí. Podle reportérů ruské televize REN-TV byla před explozí na metro vhozena aktovka.
K bombovému útoku v Petrohradě se do 4. dubna 2017 nikdo nepřihlásil. V 16:30 moskevského času (14:30 českého času) 3. dubna 2017 byl útok vyšetřovací komisí označen za teroristický sebevražedný bombový útok.

## Oběti
| Země        | Počet zemřelých |
| ----------- | --------------- |
| Rusko       | 3               |
| Kazachstán  | 1               |
| Ázerbájdžán | 1               |
| Neznámá     | 9               |
| Celkem      | 14              |

## Útočník
Podezřelý strůjce útoků byl identifikován kyrgyzskými zpravodajskými službami jako Akbaržan Džalilov, dvaadvacetiletý v Kyrgyzstánu narozený ruský občan. Džalilov se narodil v roce 1995 v Oši. Podle ruských MK pracoval jako kuchař v sushibaru v roce 2015. Později zmizel.

### Původní zprávy
Vyšetřovatelé 3. dubna 2017 uvedli, že věří, že útok byl sebevražedným, a prohlásili Střední Asii za hlavního podezřelého. Některé zprávy místo toho uvádí jako podezřelého dvaadvacetiletého imigranta z Kazachstánu, ale později byl místo toho prohlášen za oběť útoku. Za podezřelého byl ještě později označen dvaatřicetiletý muž s ruským občanstvím narozený v Kyrgyzstánu a s kontakty v mezinárodních vojenských organizacích. Policie původně zveřejnila portréty dvou rozdílných osob podezřelých ze zapojení do útoku. Jedna z těchto osob okamžitě prohlásila svou nevinu a nezávislá ruská soukromá novinářská agentura Interfax uvedla, že do útoku byla zapojena pouze jedna osoba.

## Reakce

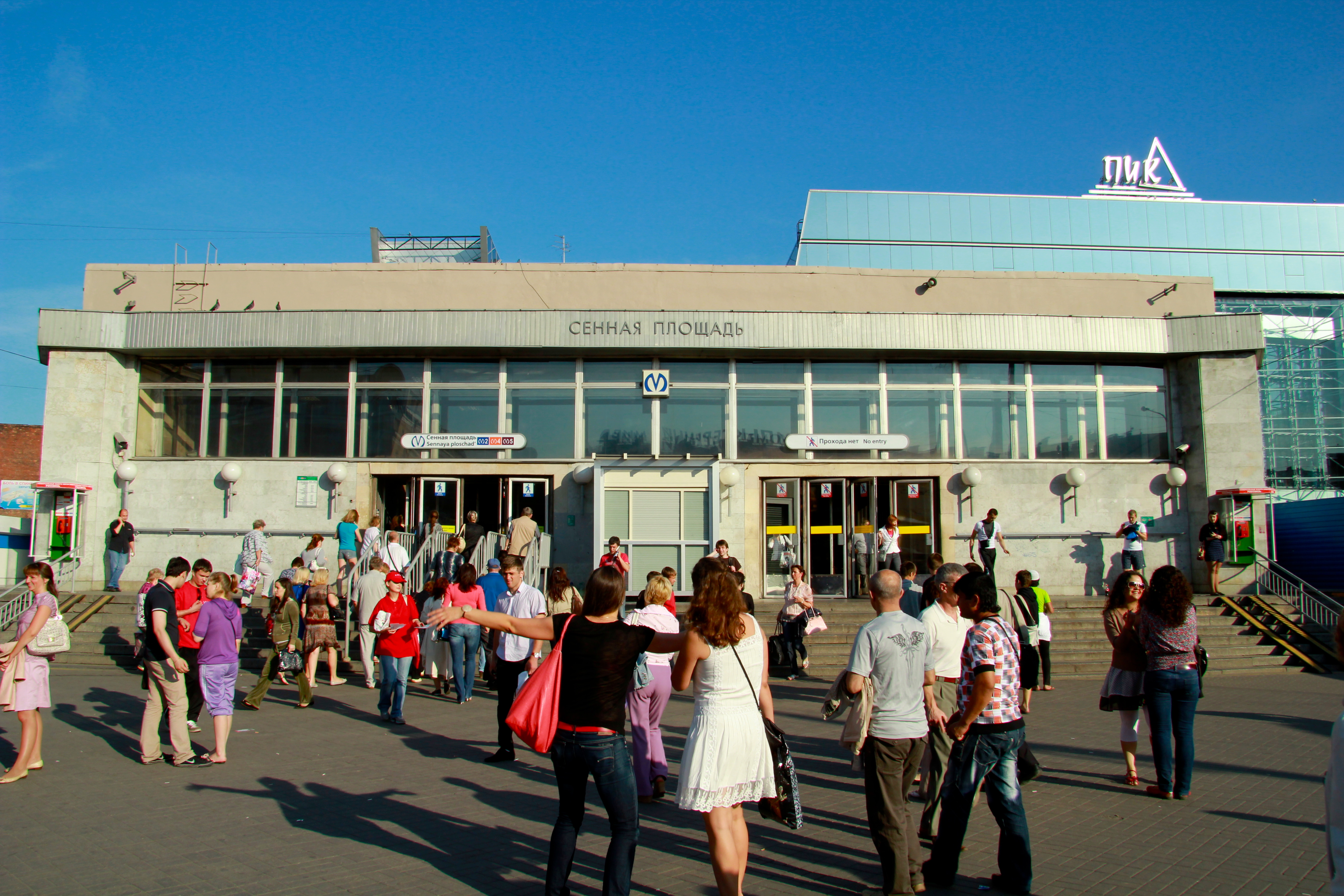
Stanice metra Sennaja ploščaď

### Ruské
V Petrohradu ve stejnou chvíli probíhala schůzka ruského prezidenta Vladimira Putina s běloruským prezidentem Alexandrem Lukašenkem. Ruský prezident přislíbil důkladné vyšetřování a uvedl, že „posuzují všechny možné příčiny včetně terorismu“. Později navštívil oblast útoku, což bylo zakázáno Federální ochrannou službou kvůli bezpečnosti. Informace byla následně dementována RIA Novosti. Jeho tvrzení bylo následováno Lukašenkovým, který vyjádřil svůj zármutek nad útokem.
Starosta Moskvy Sergej Sobjanin podle vlády města vyjádřil své kondolence obětím útoků a nařídil posílení bezpečnostních opatření týkajících se dopravní infrastruktury hlavního města.
Ministryně zdravotnictví Veronika Skvorcovová nařídila federálním lékařům pomoci lékařům v Petrohradě asistovat obětím.
Prezident Čečenska Ramzan Kadyrov volal po identifikaci a potrestání strůjců útoku
Islámský stát pohrozil útoky proti Rusku. Ačkoliv na sebe nevzali zodpovědnost za útok, stoupenci IS tuto událost oslavovali sdílením fotografií mrtvol lidí zabitých výbuchem.

### České
Z českých politiků tento zločin odsoudili a pozůstalým obětí vyjádřili soustrast prezident Miloš Zeman, premiér Bohuslav Sobotka, ministr zahraničí Lubomír Zaorálek, předseda sněmovny Jan Hamáček, eurokomisařka Věra Jourová, poslanec Evropského parlamentu Jiří Pospíšil a předseda KSČM Vojtěch Filip.

### Mezinárodní
Soustrast a sympatie s oběťmi byla nabídnuta několika významnými mezinárodními osobami, včetně zástupců Dánska, Číny, Francie, Gruzie, Indie, Indonésie, Íránu, Izraele, Malajsie, Pákistánu, Polska, Portugalska, Švýcarska, Ukrajiny, Spojeného království, Spojených států amerických, NATO a Evropské unie.
Ukrajina také zpřísnila bezpečnostní opatření ve svých vlastních stanicích metra kvůli strachu z podobného útoku na svém území.